# Коваль Орест Романович
Орест Романович Коваль (* 29 жовтня 1949 Львів)  — український піаніст, органіст, педагог, продюсер, музично-громадський діяч. Заслужений працівник культури України. Член президії Асоціації органістів та органних майстрів Національної всеукраїнської музичної спілки.

## Життєпис
Народився 29 жовтня 1949 р. у Львові. 
Навчався у музичній школі, потім — у Львівському музичному училищі по класу фортепіано
Закінчив Київську державну консерваторію ім. П. Чайковського (1974, клас фортепіано  — проф. Т. Кравченко, 1983 клас органу — проф. Г. Булибенко).
З 1974 року живе в Сумах.
1974 —1989 — викладач по класу фортепіано Сумського музичного училища.
1989 —1991 — соліст-органіст Рівненської обласної філармонії.
1991 —1993 — соліст-органіст Сумської обласної філармонії.
1995 — голова об'єднання громадян Сумської міської організації розвитку органної та камерної музичної спілки.

#### Сумський період
Приїхавши до Сум, спочатку викладав у Музичному училищі ім. Бортнянського. Одного разу запропонували опанувати орган. У Сумах тоді задумали встановити цей інструмент. Справа для Ореста цікава й перспективна. Втім, поки вчився, посаду штатного органіста віддали іншому музиканту. Колеги тоді, у подібній іронії долі, вбачали одну причину  — Орест для Сум «за західний» ще й якось «виклично український», бо вперто не бажав переходити на «правильну»,  — російську мову, навіть у приватному спілкуванні. Запропонували посаду органного майстра. Однак, незважаючи на перипетії, оптимістична вдача не дозволила Оресту дорікати на долю, на «обставини, що склалися», чи на тих, хто ці обставини створив.
| Якби відразу став органістом, то навряд чи я домігся б того, чого досягнув сьогодні. А так я був поставлений перед потребою виживання, мусив багато чому вчитися. ...Загалом всі проблеми, вважаю, лише на користь людині, вони змушують її шукати якісь нові шляхи, рухатись вперед... |
Так Орест ступає на досить тривалу дорогу творчих пошуків, тут і робота в інших містах, і гастролі…
| Оскільки я не був утруднений стабільною ставкою, то мусив організовувати концерти самому собі, — пригадує Орест. — І я навчився те робити. Ще відчув, що хочу не лише грати, а спілкуватися з людьми. Мені здавалося, що це допоможе мені позбутися сценічного хвилювання. У Рівному, коли працював там органістом, почав сам вести свої концерти. Але хвилювання, навпаки, зросло в два-три рази. Спочатку. А потім справді прийшло розуміння, що спілкування очі в очі поруч з грою дає незмірно ближчий контакт з людьми... Тож навчившись організовувати концерти для себе, я подумав: чого не зробити того ж для друзів? І назвати це фестивалем... |
Створив і очолив громадське об'єднання «Organum», яким упродовж 1993—2019 рр. організовано і проведено в Україні 58 фестивалів класичної музики: 26 міжнародних фестивалів органної та камерної музики «Organum» (Суми), 3 всеукраїнські та міжнародні фестивалі джазової музики «Jazz-fest» (Суми), 24 міжнародний фестиваль музики Й. С. Баха «Bach-fest» (Суми), Міжнародний фестиваль камерної музики (Шостка, 1994). Всеукраїнський фестиваль «30 років органного мистецтва України» (108 концертів у 10 містах України, 2000—2001), 3 міжнародні фестивалі органної музики «Livadia-fest» (Ялта, 2005, 2006, 2007).
Співпрацює з міжнародними інституціями, посольствами іноземних держав в Україні, шість разів отримував гранти Міжнародного фонду «Відродження». У 2002 за підтримки Посольства Австрії в Україні видав українською мовою книжку відомого австрійського музиканта Н. Харнонкурта «Музика як мова звуків».
1998 заснував ансамбль камерної музики «Органум» (скрипка, флейта, віолончель, клавесин), з яким гастролював містами України.
Керівник музичної секції Мистецького центру «Собор» (Суми), де здійснював проекти «Музичний дарунок», «Срібно дзвенить клавесин», та серії концертів силами місцевих музикантів та українських артистів.
У Сумах побувало чимало музикантів з України та зарубіжжя: Австрії, Бельгії, Білорусі, Ізраїлю, Італії, Іспанії, Канади, Латвії, Молдови, Нідерландів, Німеччини,  Польщі, Росії, Словаччини, США, Угорщини, Фінляндії, Франції, Чехії, Швейцарії, Швеції, Японії. Виступали славетні органісти: Євгенія Лісіцина з Латвії, Ерік Лебрен з Франції, Юліан Гембальські з Польщі; українська співачка Ольга Пасічник, кларнетистка Вероніка Кузьміна, Київський квартет саксофоністів, камерні хори, оркестри, ансамблі. І кожен фестиваль для інтелігенції міста, для студентства ставав ковтком світової культури, спадщини, просто прекрасної музики. У 1994 році заснований Jazz-fest, а у 1995  — «Bach-fest».
Один із напрямків діяльності — підтримка молодих талантів. Неодноразово організовував майстер-класи провідних музикантів світу для молодих українських виконавців (клавесин, орган, скрипка, віолончель) та творчі зустрічі з музичною громадськістю, викладачами, студентами і учнями навчальних закладів міста Суми та Сумської області.
Пропагує класичне музичне мистецтво у серії програм на обласному телебаченні.
Автор циклу абонементних концертів «Вечори органної музики» та сольних концертів-лекцій «Світ звуків органу»,«Й. С. Бах», «Класики та сучасність», «Історія органної музики», «Органна музика епохи бароко», «Органна музика романтизму», «Органна музика XX століття», «Українська органна музика» тощо.
Діяльність широко висвітлюється у фестивальних телепрограмах, в обласній та всеукраїнській пресі, на сторінках Інтернету.

## Нагороди та відзнаки
Заслужений працівник культури України.
Нагороджений медаллю Сумської міськради «За заслуги перед містом» (2006) та «За заслуги перед містом» ІІІ ступеню (2009).
За рейтингового голосування експертів обласної газети «Панорама» (Суми) увійшов до «Золотої десятки» за внесок у розвиток культури та духовності регіону (2005) та до рейтингу «Топ-50» найбільш авторитетних та впливових людей регіону (2006, 10 місце; 2007, 5 місце; 2008, 1 місце); у 2012 році обраний «Людиною року».  